# Vévé
Pour l’article ayant un titre homophone, voir VV.
Un  vèvè est un symbole que les prêtres vaudous — les hougan — dessinent autour d'un potomitan (poteau-mitan, un pilier situé au centre du péristyle), lieu de passage des esprits (loa ou lwa), avec de la farine de maïs, de la farine de blé, du sirop de canne, de la cendre, de la craie ou toute autre poudre,. Les vévé peuvent être dessinés sur d'autres supports (cruches, animaux) ou en extérieur (par exemple, aux abords de certaines sources) pour les rituels de la fin de l'année.
Le vévé correspond à un lwa, le dessin réunit ses symboles. Les vévés pour un lwa peuvent varier, mais on y retrouve généralement ses symboles traditionnels sous forme stylisée, avec une forte influence de la ferronnerie d'art française de la fin du XVIIIe siècle.

## Exemples
- Le vévé d'Ogou Feray contient un sabre et/ou une image du feu, ainsi que les lettres V et A, symboles masculins et guerriers.
- Le vévé de Papa Legba est une croix décorée d'une canne.
- Celui de Damballa comporte deux serpents parallèles entourant un bâton, ou en triangle autour d'une croix.
- Celui d'Erzulie est un cœur, parfois percé d'une épée.
- Le vévé de Baron Samedi est une croix sur un autel ou une tombe, souvent entourée de deux cercueils.
- Celui des Marassa Jumeaux est composé de trois traits parallèles (horizontaux ou verticaux) recouverts de V entrecroisés (symbole de l'union des contraires), avec un œuf au centre de chaque trait.
- Celui d'Agwé, le patron des pêcheurs, est un bateau.

Vévé d'Ayizan
Vévé de Baron Samedi
Vévé de Maman Brigitte
Vévé de Damballah Weddo
Vévé de Papa Legba
Vévé d'Ogoun

## Dans la culture populaire
- Dans le jeu vidéo d'aventure Gabriel Knight, on peut voir un vévé dessiné sur l'écran d'accueil et le vaudou de Louisiane en général est au cœur de l'intrigue.
- Dans le roman de Lucius Shepard Les Yeux électriques, le personnage principal fait construire un vévé géant en cuivre qu'il utilise pour passer dans une autre dimension.
- Dans le jeu vidéo Saints Row 2, lors de la mission Eternal Sunshine, quand le protagoniste se bat contre Monsieur Sunshine, on peut voir des vévés sur un mur et sur le sol.
- Dans la bande dessinée Niklos Koda, le sorcier Barrio Jésus possède un vévé que l'on retrouve partout sur son passage.
- Dans les romans Comte Zéro et Mona Lisa s'éclate de l’écrivain américain William Gibson, le personnage Angela Mitchell possède un vévé intégré à son cortex cérébral. Il fournit un accès à des dieux vaudous qui agissent dans la matrice.
- Dans le long-métrage d'animation La Princesse et la Grenouille de Disney, lors de la chanson du Dr Facilier (Mes amis de l'Au-Delà) des vévés flottent un peu partout.
- Dans le jeu de rôles Capitaine Vaudou de Jean-Pierre Pécau et Pierre Rosenthal les lohas (loas) font partie intégrante de l'univers ainsi que du système de magie.
- Dans la série télévisée Marvel Cloak and Dagger et dans le comics La Cape et l'Épée dont la série est tirée, les vévés sont à la base des pouvoir de Tyrone (Cloak) et ont une importance dans la trame narrative de la saison 2
- Dans hazbin hotel, le personnage d'Alastor utilise des symboles similaires à des vèvès lors qu'il utilise ses pouvoirs